# Хаханьян, Григорий Давидович
Григорий (Григор) Давидович Хаханьян (Тер-Хаханьян) (арм. Գրիգոր Դավթի Խախանյան; 29 декабря 1895, село Руиси, Горийский уезд, Тифлисская губерния, Российская империя — 22 февраля 1939, СССР) — советский военный деятель, начальник политуправления и член Военного совета Особой Краснознаменной Дальневосточной армии, председатель военной группы Комиссии советского контроля при Совете народных комиссаров СССР, комкор. Расстрелян 23 февраля 1939 года. После смерти Сталина посмертно реабилитирован.

## Биография
Родился в семье сельского учителя в Тифлисской губернии. В 1915 году окончил Тифлисскую мужскую гимназию и поступил на историко-филологический факультет Московского университета. В 1916 году призван в Русскую императорскую армию, окончил школу прапорщиков в Москве в феврале 1917 года. Служил в 157-м запасном полку в городе Камышлов. После Февральской революции был избран председателем Камышловского совета рабочих, крестьянских и солдатских депутатов. Летом 1917 года Временным правительством направлен на Западный фронт. Зачислен в запасной батальон, стоявший в городе Городок Витебской губернии.
Член РСДРП(б) с марта 1917. Участник Октябрьского вооружённого восстания в Петрограде, в том числе и штурма Зимнего дворца. затем участвовал в подавлении мятежа Керенского—Краснова. Вернувшись на фронт, назначен товарищем председателя солдатского армейского комитета в 5-й армии. После демобилизации армии был членом Псковского губисполкома и секретарём Псковской губернской ЧК.
В Красной Армии с июля 1918 года. В Гражданскую войну (1918‒1920) был комиссаром Псковской стрелковой дивизии, начальником обороны города Свияжска, помощником начальника оперативного отдела 5-й армии. В 1919‒1921 командовал бригадой 27-й стрелковой дивизии в боях за Омск, в советско-польской войне 1920, при подавлении Кронштадтского антисоветского мятежа 1921.
С января по октябрь 1923 года командовал 27-й стрелковой дивизией. В 1923—1927 учился на военно-академических курсах высшего командного состава, написал несколько военных трудов, редактировал журналы «Выстрел» и «Военный вестник» (бывший «Военный сборник»). С января 1925 года был начальником курсов «Выстрел». В марте 1927 его назначили командиром 19-го стрелкового корпуса, из которого среди прочих военных частей была развёрнута Особая Краснознамённая Дальневосточная армия.
В августе 1929 года стал начальником политуправления и членом Военного совета Украинского военного округа. В феврале 1934 года избран членом Комиссии советского контроля при СНК СССР, начальник военной группы КСК при СНК. С декабря 1936 года — начальник политуправления Особой Краснознамённой Дальневосточной армии, с мая 1937 года — член Военного совета ОКДВА.
Г. Д. Хаханян избирался членом Московского городского, Дальневосточного краевого комитетов ВКП(б), членом ВЦИК и ЦИК СССР.
Осенью 1937 года отстранён от должности и несколько месяцев находился в Москве без нового назначения. 1 февраля 1938 года был арестован. Подследственный А. С. Булин на предварительном следствии показал, что со слов другого человека ему известно о принадлежности Хаханьяна к заговору. Однако на очной ставке с комкором Булин от ранее данных им показаний отказался, заявив, что он участником заговора не является и что ранее данными показаниями оклеветал Хаханяна. Несмотря на это, 22 февраля 1939 года Григорий Давидович Хаханян был приговорён к смертной казни «за участие в военно-фашистском заговоре» и 22 февраля (по другим данным на день позже, 23 февраля) расстрелян. Следом в полном составе была репрессирована его семья. Реабилитирован посмертно 11 апреля 1956.

## В воспоминаниях
Во время учебы А. М. Василевского на курсах «Выстрел»:

В 1929 году вышла его интереснейшая книга «Основы военной психологии». О разносторонности знаний Г. Д. Хаханьяна может свидетельствовать тот факт, что немалое место в книге занял анализ физиологических основ поведения военнослужащих. Во введении к книге крупный специалист по изучению роли высшей нервной деятельности в трудовых процессах, сотрудник академика И. П. Павлова Ю. П. Фролов отмечает высокий профессиональный уровень этого анализа… На посту начальника курсов Г. Д. Хаханьян проявил также большой талант организатора и педагога.
— Дважды Герой Советского Союза  Маршал Советского Союза  Василевский А. М.  Дело всей жизни. Издание второе, дополненное —  М: Политиздат, 1975. — С.67.

## Награды
- За умелое руководство частями бригады при взятии Омска и решительные действия в боях против белогвардейцев в 1919 был награждён первым орденом Красного Знамени[3].
- За боевые отличия и личное мужество, проявленные в боях на Западном фронте у Белостока в 1920, награждён вторым орденом Красного Знамени (5.01.1921)[4].
- Во время боёв под Варшавой в 1920, командуя бригадой, вновь показал воинскую доблесть, мужество и храбрость, за что был награждён третьим орденом Красного Знамени (30.12.1920)[5].
- За отличия при подавлении Кронштадтского мятежа  награждён Почётным революционным оружием (1921)[6].

## Сочинения
- Основы военной психологии, М. — Л., 1929.
- Военная опасность и задачи печати. Харьков, 1931.